# ناحیه سدراته
ناحیه سدراته (به عربی: دائرة سدراتة) یک ناحیه در الجزایر است که در استان سوق اهراس واقع شده است. ناحیه سدراته ۵۴٬۱۸۲ نفر جمعیت دارد.